# Gare de Honsfeld
La gare de Honsfeld est une ancienne gare ferroviaire belge de la ligne 45A, de Jünkerath à Weywertz située à Honsfeld, village de la commune de Bullange, dans la communauté germanophone de Belgique faisant partie de la province de Liège, en Région wallonne.

## Situation ferroviaire
Selon la nomenclature belge, la gare de Honsfeld était établie au point kilométrique (PK) 5,5 de la ligne 45A, de Losheimergraben (frontière) à Weywertz entre les gares de Losheimergraben et Bullange.

## Histoire
La gare de Honsfeld est mise en service le 1er juillet 1912 par l'administration des chemins de fer de l’État prussien qui inaugure le même jour la ligne de Jünkerath à Weywertz.
D'après le projet initial, cette gare aurait été la seule de la commune de Büllingen (Bullange) car la ligne aurait suivi un tracé direct vers Waimes. Les plans sont cependant amendés pour passer plus au nord et desservir Bullange ainsi que Bütgenbach.
Le transport des voyageurs et des marchandises est important dès l’ouverture de la ligne : les marchandises en provenance ou à destination de Honsfeld étant principalement des engrais, des aliments pour bétail ainsi que le bois des forêts environnantes.
La ligne joue un rôle plus secondaire à partir des années 1930 et son trafic de voyageurs au-delà de la frontière n'est pas rétabli immédiatement après les deux guerres mondiales. La ligne ferme aux voyageurs en mai 1952. La gare, dont le bâtiment endommagé a été démoli en 1945, accueille encore un trafic marchandises jusqu'en 1983. La cour au bois, désormais réservée aux camions, s'étend par-dessus les quais et l'emplacement du bâtiment.
Fermée à l'est de Bullange, la ligne rouvre en 1988, principalement pour des trains militaires et quelques trains d'excursions mais ferme définitivement en 1999. Les rails sont retirés en 2006-2007. Un chemin RAVeL permet désormais de parcourir la ligne sur toute sa longueur jusqu'à Jünkerath en Allemagne.

## Patrimoine ferroviaire
Le petit bâtiment de la gare correspondait à un plan type standard prussien mélangeant architecture moderne et traditionnelle. Il était doté de trois travées (deux grandes baies au rez-de-chaussée) avec un toit à deux croupes. Plusieurs ont été édifiés sur des nouvelles lignes dans la région de l'Eifel en 1912. Une halle à marchandises et un bâtiment annexe (tous deux bâtis en bois) complétait ces installations qui devront être rasées après la Seconde Guerre mondiale.